# ZSSK-Baureihe 671
Die Triebzüge der ZSSK-Baureihe 671 sind elektrische Doppelstock-Triebzüge des slowakischen Eisenbahnverkehrsunternehmens Železničná spoločnosť Slovensko (ZSSK) für den Regionalverkehr.

## Geschichte
Die ZSSK schlossen am 30. Dezember 2008 für 9,62 Millionen Euro einen Vertrag über die Lieferung von zehn Doppelstock-Triebzügen der Reihe 671, die konstruktiv der ČD-Baureihe 471 „CityElefant“ entsprechen. Im Unterschied zu diesen erhalten die Züge eine Zweisystemausrüstung für die Fahrleitungsspannungen von 25 kV bei 50 Hz Wechsel- und 3 kV Gleichspannung sowie eine Höchstgeschwindigkeit von 160 km/h. Vorgesehen sind die Einheiten für den Regionalverkehr auf der slowakischen Hauptverbindung zwischen Žilina, Trenčín und Košice. Der erste Zug sollte 18 Monate nach Vertragsabschluss geliefert und der letzte nach 47 Monaten dem Betrieb übergeben werden.
Der erste Triebzug wurde am 5. Februar 2010 mit einem Festakt auf dem Werksgelände in Ostrava vorgestellt. Die ersten Probefahrten fanden am 27. Mai 2010 zwischen Žilina und Varín statt. Am nächsten Tag präsentierte man den Zug in Žilina der Öffentlichkeit. Seit dem 12. Dezember 2010 werden die beiden zunächst als Erprobungsmuster gelieferten Züge auf der slowakischen Hauptmagistrale planmäßig eingesetzt.
Der Vertrag zum Bau der verbliebenen acht Triebzüge wurde im Juni 2013 geschlossen. Die Auslieferung war bis zum Ende des Jahres 2015 abgeschlossen.
Die Züge werden von Thales mit ETCS-Fahrzeugeinrichtungen ausgerüstet.
2009 bis 2013 wurden von den ZSSK ähnliche Doppelstockwendezüge der Baureihe 951  beschafft.